# Dicaeum annae
A Dicaeum annae a madarak osztályának verébalakúak (Passeriformes) rendjébe és a virágjárófélék (Dicaeidae) családjába tartozó faj.

## Rendszerezése
A fajt Johann Büttikofer svájci zoológus írta le 1894-ben, az Acmonorhynchus nembe Acmonorhynchus annae néven. Egyes szervezetek a Pachyglossa nembe sorolják Pachyglossa annae néven, áthelyezését, még nem fogadták el. Tudományos faji nevét Anna Antoinette Weber-van Bosse holland tengeri biológus tiszteletére kapta.

## Előfordulása
Indonéziához tartozó Kis-Szunda-szigetek területén honos. Természetes élőhelyei a szubtrópusi és trópusi síkvidéki esőerdők és száraz erdők, valamint szántóföldek. Állandó, nem vonuló faj.

## Megjelenése
Testhossza 10 centiméter.

## Természetvédelmi helyzete
Az elterjedési területe elég kicsi, egyedszáma viszont stabil. A Természetvédelmi Világszövetség Vörös listáján nem fenyegetett fajként szerepel.